# کونته
شهر کونته  در بخش کونته  در ایالت وله در کشور سوئیس  واقع شده‌است که  ۶٬۵۰۰  نفر  جمعیت دارد.